# Syllidae
Syllidae (Annelida: Phyllodocida) é uma família de anelídeos poliquetas pertencente à ordem Phyllodocida. Os silídeos constituem um grande e diverso grupo, que contém perto de 700 espécies em mais de 70 gêneros em 5 subfamílias. São animais marinhos relativamente pequenos, com tamanho de 2-3 mm a 140 mm, que vivem em ambientes bentônicos entre 1 e 2 cm de profundidade, principalmente de areia grossa. São muito comuns em substratos rígidos, vivendo entre algas, rochas porosas e fendas. Em regiões tropicais, algumas espécies podem ser encontradas em associação com outros organismos marinhos, como esponjas, algas e corais.

## Caracterização
Os silídeos são facilmente reconhecidos por possuírem uma estrutura muscular geralmente robusta, posteriormente à faringe, chamada proventrículo. Seu corpo translúcido facilita a visualização desta estrutura, simplificando o reconhecimento do grupo, contudo, a identificação aos níveis de gênero e espécie é considerada difícil. A família atualmente é considerada monofilética e a presença desse órgão tem sido considerada como uma sinapomorfia do grupo.
Reproduzem-se principalmente por epitoquia - formação de indivíduos pelágicos reprodutores a partir de indivíduos bentônicos não reprodutores - embora incubação externa de ovos, viviparidade, partenogênese e arquitomia também já tenham sido registradas no grupo. A epitoquia ocorre na época da maturidade sexual e produção dos gametas e envolve uma série de modificações morfológicas para a dispersão efetiva dos gametas.
A primeira espécie de Syllidae foi inicialmente descrita como pertencente ao gênero Nereis, em 1771, pelo zoólogo dinamarquês Otto Friedrich Müller. Posteriormente, N. armillaris foi transferida para o gênero Syllis, criado por Lamarck (1818) a partir da espécie S. monilaris, descrita e nomeada por ele. Lamarck separou os gêneros Nereis e Syllis, mas considerou grande proximidade entre ambos, chamando o último de ‘Nereidids Syllines’. Este foi o momento em que Syllidae apareceu na classificação zoológica.
A etimologia do nome Syllidae possivelmente vem da mitologia grega: filha do deus-rio Asopos com a ninfa Métopé'Syllis (Συλλις), Syllis era uma ninfa náiade da cidade de Sikyon, uma das amantes de Apolo e mãe de Zeukippos, que se tornou rei da cidade.

## Morfologia

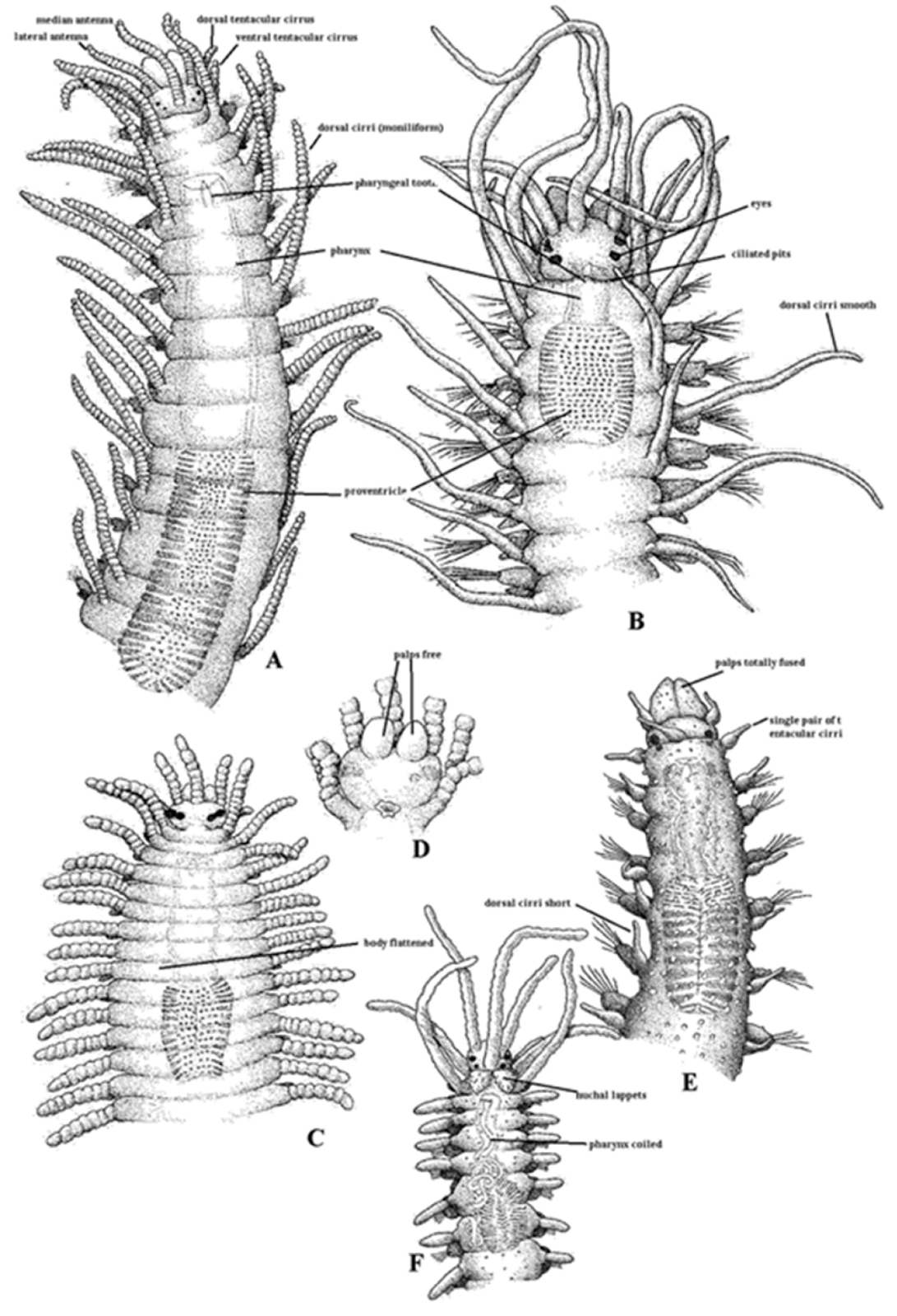
Figura 1: Parte anterior de: A Syllis amica (SF. Syllinae) com corpo cilíndrico com superfície lisa, dois pares de cirros tentaculares, antenas, cirros tentaculares e dorsais moniliformes, órgãos nucais como sulcos ciliados e palpos fusionados na base; B Nudisyllis pulligera (SF. Eusyllinae) com corpo cilíndrico com superfície lisa, dois pares de cirros tentaculares, antenas, cirros tentaculares e dorsais lisos, órgãos nucais como sulcos ciliados e palpos separados; C Trypanosyllis coeliaca (SF. Syllinae) com corpo achatado com superfície lisa, dois pares de cirros tentaculares, antenas, cirros tentaculares e dorsais moniliformes, órgãos nucais como sulcos ciliados e palpos separados (figura D); D vista ventral do prostômio da mesma espécie de C; E Sphaerosyllis pirifera (SF. Exogoninae) de corpo cilíndrico com palpos na superfície, um par de cirros tentaculares, antenas, cirros tentaculares e dorsais lisos e curtos, nucais como fendas ciliadas e palpos totalmente fusionados; F Myrianida convoluta (SF. Autolytinae), com corpo cilíndrico com superfície lisa, dois pares de cirros tentaculares, antenas, cirros tentaculares e dorsais lisos, lapelas nucais, palpos totalmente fusionados e faringe enrolada. Sem escalas disponíveis.

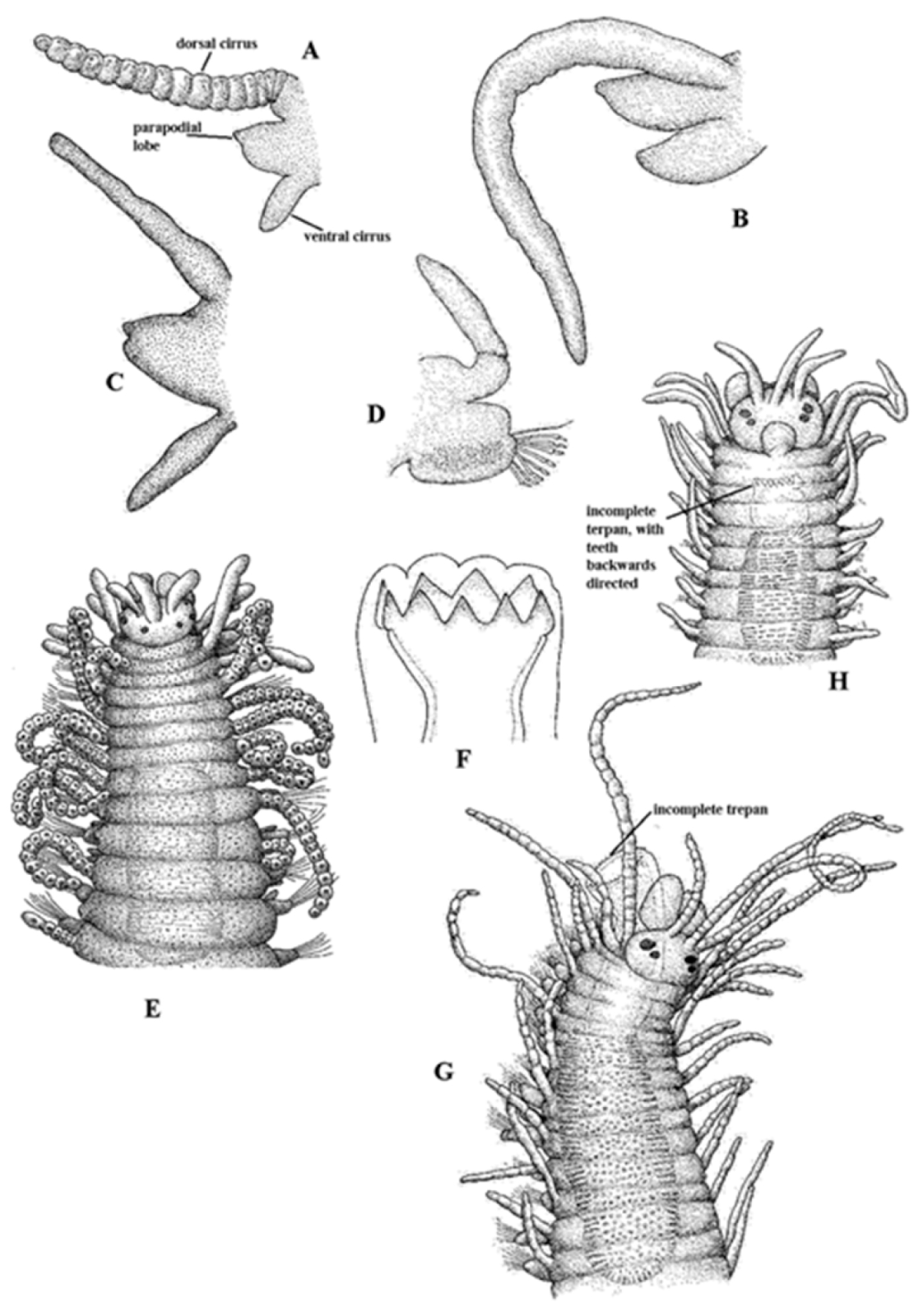
Figura 2: Visão lateral dos parapódios de: A Syllis amica, com cirro dorsal longo e articulado; B Nudisyllis pulligera, com cirro dorsal longo e liso C Parapionosyllis brevicirra (SF. Exogoninae), com cirro dorsal curto e liso; D Epigamia labordai (SF. Autolytinae), com cirro dorsal liso, curto e sem cirro ventral; E teminação anterior e vista dorsal de Syllides fulvus (SF. Anoplosyllinae), com armadura bucal ausente; F trépano sem dente mediano em Myrianida convoluta (SF. Autolytinae); G faringe evertida de Eusyllis assimilis (SF. Eusyllinae), apresentando um trépano incompleto e dente mediano; H terminação anterior de Odontosyllis fulgurans (SF. Eusyllinae), com trépano incompleto e dente na direção posterior do corpo.

O corpo dos silídeos é cilíndrico, podendo também ser achatado, de superfície lisa (figura 1A, B, C e F), mas que pode apresentar papilas nas regiões ventral (fig. 1E), dorsal ou nos parapódios. Alguns apresentam rugosidades, saliências e cílios enfileirados. O prostômio tem formato semicircular a pentagonal ou oval, com quatro olhos ou manchas ocelares ou ausentes (fig. 1B). O par de palpos tem formato triangular e pode ser parcialmente fundido,  totalmente fundido ou livre (fig. 1D e E) e, em sua base, podem ser encontradas três antenas - uma central e duas laterais - lisas ou articuladas, ligadas ou fundidas (fig. 1A). O grau de fusão dos palpos é uma das principais características usadas para diferenciação das subfamílias do grupo.

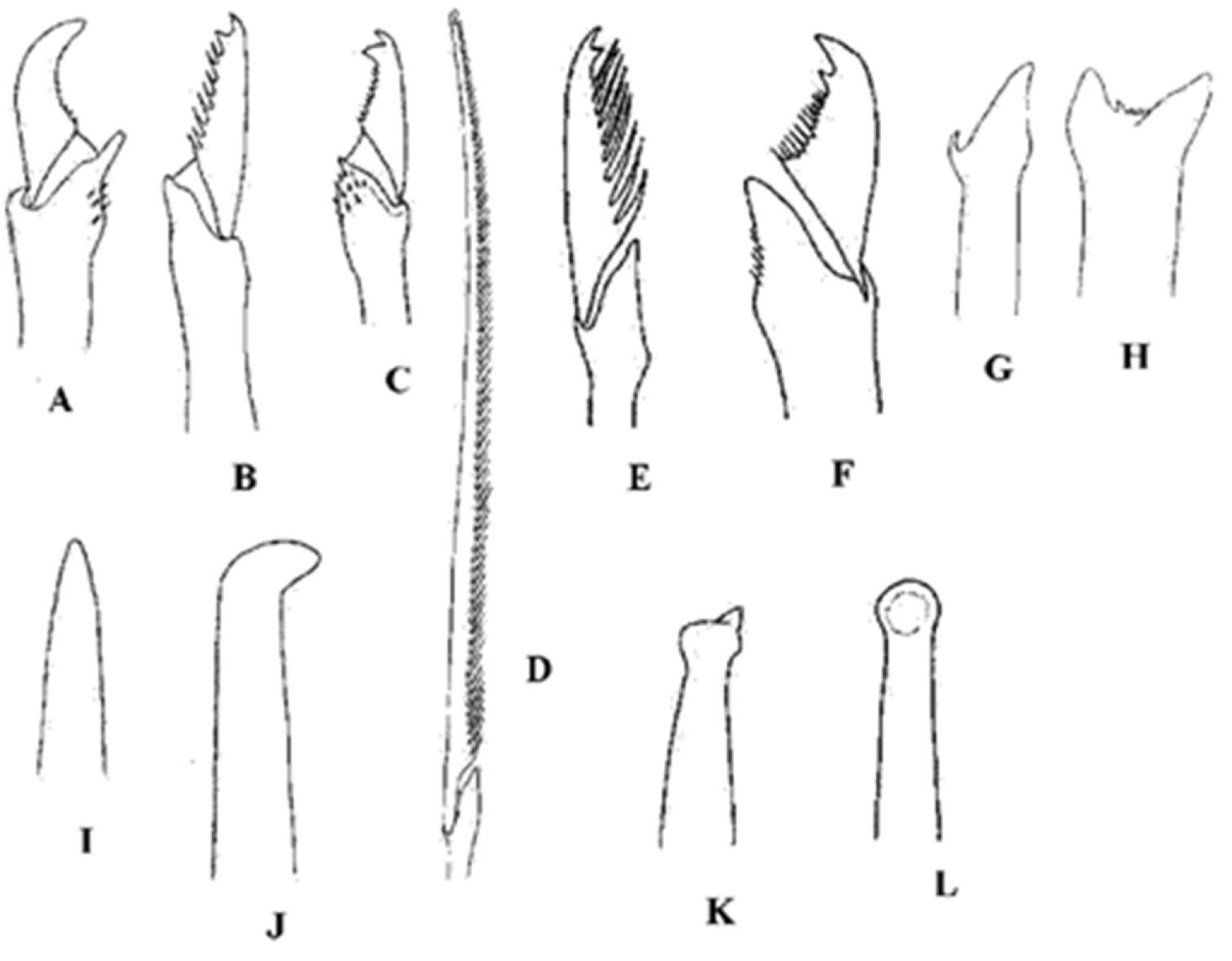
Figura 3: Cerdas compostas de A Sphaerosyllis pirifera (falcígera, unidentada, quase lisa na margem) B Trypanosyllis coeliaca (falcígera, bidentada com ambos os dentes, espinhos moderados na margem) C Eusyllis assimilis (falcígera, bidentado, dente proximal maior que o distal, espinhos curtos) D Syllis garciai (espinígeras com espinhos longos na margem); E Syllis garciai (falcígera, bidentado, ambos os dentes semelhantes, espinhos longos) F Syllis krohnii (falcígera, bidentado, dente proximal mais curto que o distal, espinhos curtos na margem) G Syllis amica (cerda simples espessa por perda da lâmina e aumento da haste) H Syllis gracilis (cerdaas simples e espessa por fusão de lâmina e eixo). Acículas de: I T. coeliaca (reta, pontiaguda) J E. assimilis (distalmente inclinado em ângulo) K S. gracilis (acuminado) L Syllis prolifera (arredondado na porção distal).

O peristômio apresenta dois ou um par de cirros tentaculares ou ausentes (fig. A-C, E e F) que podem ser lisos ou articulados (fig 1B, E, F), lisos ou curtos (fig. 1A, C, D). Os órgãos nucais ciliados na região dorsal entre o prostômio e peristômio ou ausentes.
A faringe apresenta papilas bucais e armadura bucal com apenas um dente (fig. 1A, 2G, H) e normalmente é reta, mas em alguns gêneros é enrolada (fig. 1F). A armadura bucal pode estar ausente, e podem apresentar trépano (fig. 2F, G) O proventrículo, característica exclusiva do grupo, é um conjunto de músculos posterior à faringe.
Os parapódios podem ser unirremes ou subirremes, com o lóbulo dorsal pequeno ou ausente. O lóbulo ventral do parapódio apresenta acícula, cerdas e cirro ventral também diminuído (fig. 2A-D). Os cirros dorsais podem ser longos ou curtos (fig. 1B, E, F, 2B-D), lisos ou moniliformes (fig. 1A, C, 2A) . Pigídio com dois cirros anais, lisos ou com articulação e podendo ter acessórios entre os cirros. Na subfamília Autolytinae, os cirros ventrais apresentam modificação, sendo fusionados aos lóbulos dos parapódios.
Além disso, uma das características secundárias mais marcantes dos indivíduos em Syllidae é a presença de cerdas na parede do corpo. Cerdas são estruturas quitinosas que se projetam da epiderme, utilizadas para promover tração e desempenhar outras tarefas. Normalmente são heterogonfas, com muitas variações possíveis. Algumas cerdas podem ser alongadas, similares aos espinhos de nereidídeos (fig. 3D). Cerdas falcígeras normalmente bidentados (fig. 3B), com dentes proximais menores ou maiores que o distal (fig. 3C, F). As lâminas também podem ser unidentadas (fig. 3A). As lâminas podem ser lisas ou ter uma fileira de espinhos marginais, que podem ser longos (fig. 3E) ou curtos (fig. 3C, F).
Possuem circulação hemal, o que significa que cada segmento de um membro de Annelida acomoda um par bilateral de cavidades celômicas isoladas das cavidades dos segmentos adjacentes por septos transversais. As cavidades celômicas direita e esquerda de cada segmento são separadas uma da outra por mesentérios longitudinais, um dorsal e outro ventral ao trato digestivo, no plano mediano sagital do corpo. A localização dos septos coincide com as constrições na superfície do corpo. Em outras palavras, não há um vaso verdadeiro, mas espaço entre o endotélio.

## Diversidade
Com exceção de alguns poucos trabalhos, a taxonomia dos anelídeos poliquetas no Brasil iniciou-se efetivamente com os estudos realizados por Edmundo Ferraz Nonato, professor da Universidade de São Paulo. Até 1970, Nonato trabalhou no Laboratório Costeiro do Instituto Oceanográfico em Ubatuba, quando publicou uma série de espécies novas. Desde então, foi responsável pela formação dos primeiros poliquetólogos existentes no país, tendo elaborado, nesta época, o trabalho sobre os poliquetas da Região Nordeste.
Das diferentes regiões do Brasil, os estados de São Paulo, Paraná e Rio de Janeiro são os que possuem a fauna de poliquetas mais conhecida, uma vez que, tradicionalmente, mantém pesquisadores que se dedicam ao estudo do grupo. O volume de informações disponíveis para o Estado de São Paulo constitui um reflexo direto da maior intensidade de trabalhos realizados na região.

## Taxonomia
Os Silídeos são divididos em 5 subfamílias, Autolytinae, Exogoninae, Syllinae, Anoplosyllinae e Eusyllinae.
Para identificação das subfamílias, a morfologia dos palpos e dos cirros dorsais e ventrais são as principais características que as definem.
Os gêneros que não se classificam através de análise morfológica e genética em nenhuma das subfamílias são conhecidos como Syllidae incertae sedis.
| Autolytinae      | Exogoninae       | Syllinae          | Anoplosyllinae   | Eusyllinae    | Incertae sedis   |
| ---------------- | ---------------- | ----------------- | ---------------- | ------------- | ---------------- |
| Epigamia         | Brania           | Alcyonosyllis     | Anoplosyllis     | Eusyllis      | Acritagasyllis   |
| Imajimaea        | Cicese           | Branchiosyllis    | Streptospinigera | Nudisyllis    | Amblyosyllis     |
| Levidorum*       | Erinaceusyllis   | Dentatisyllis     | Astreptosyllis   | Odontosyllis  | Anguillosyllis   |
| Myrianida        | Exogone          | Eurysyllis        | Streptosyllis    | Opisthodonta  | Basidiosyllis    |
| Virchowia        | Parapionosyllis  | Haplosyllis       | Syllides         | Pionosyllis   | Bollandiella     |
| Pachyprocerastea | Parexogone       | Inermosyllis      | -                | Synmerosyllis | Brachysyllis     |
| Paraproceraea    | Prosphaerosyllis | Karroonsyllis     | -                | -             | Brevicirrosyllis |
| Paraprocerastea* | Salvatoria       | Megasyllis        | -                | -             | Clavisyllis      |
| Planicirrata     | Sphaerosyllis    | Nuchalosyllis     | -                | -             | Dioplosyllis     |
| Proceraea        | -                | Opisthosyllis     | -                | -             | Guillermogonita  |
| Procerastea      | -                | Parahaplosyllis   | -                | -             | Haplosyllides    |
| -                | -                | Paraopisthosyllis | -                | -             | Lamellisyllis    |
| -                | -                | Parasphaerosyllis | -                | -             | Miscellania      |
| -                | -                | Plakosyllis       | -                | -             | Murrindisyllis   |
| -                | -                | Rhopalosyllis     | -                | -             | Neopetitia       |
| -                | -                | Syllis            | -                | -             | Nooralia         |
| -                | -                | Typosyllis        | -                | -             | Palposyllis      |
| -                | -                | Tetrapalpia       | -                | -             | Paraehelersia    |
| -                | -                | Trypanosyllis     | -                | -             | Perkinsyllis     |
| -                | -                | Xenosyllis        | -                | -             | Psammosyllis     |
| -                | -                | -                 | -                | -             | Streptodonta     |
| -                | -                | -                 | -                | -             | Westheidesyllis  |

## Filogenia
Aguado et. al. (2012) explicou as relações filogenéticas dentro dos Syllidae monofiléticos, definidas pela presença do proventrículo. A família foi previamente dividida em diferentes linhas evolutivas: primeiro Anguillosyllis e segundo Anoplosyllinae e "enoplosyllids". "Enoplossilídeos" foram definidos pela presença de armadura faríngea e vários grupos monofiléticos foram incluídos neles: as subfamílias Autolytinae, Exogoninae, Eusyllinae e Syllinae e alguns gêneros independentes. Estes autores também mostraram que vários gêneros podem não ser monofiléticos e precisam de mais estudos. Uma síntese esquemática da filogenia dos Syllidae é mostrada na imagem ao lado baseada em Aguado et al. (2012).